# ピート・ストヤノビッチ
ピート・ストヤノビッチ（Pete Stoyanovich、1967年4月28日 - ）は、アメリカ合衆国ミシガン州ディアボーンハイツ出身のアメリカンフットボール選手。NFLの3チームで12シーズンプレーした。ポジションはプレースキッカー。現役時代には、同時代のキッカーの中で最も正確なキッカーの1人であった。

## 経歴

### プロ入りまで
マケドニア系アメリカ人の彼は、インディアナ大学で1987年にオールアメリカンセカンドチームに、1988年にビッグ・テン・カンファレンスのオールチームに選ばれた。トライフォーポイントを107本連続成功させるなど、大学4年間で248点をあげた。

### マイアミ・ドルフィンズ
1989年のNFLドラフトでマイアミ・ドルフィンズに指名されて入団した。
ドルフィンズでは、1989年から1995年までチームトップの得点をあげた。
1990年シーズンのカンザスシティ・チーフスとのワイルドカードプレーオフでは、プレーオフにおけるNFL記録となる58ヤードのFGを成功させた。
1991年9月22日のグリーンベイ・パッカーズ戦では、ドン・シュラヘッドコーチが300勝を達成した試合でFGを成功させている。
1992年にはNFLトップの得点をあげてオールプロに選ばれた。12月20日のニューヨーク・ジェッツ戦ではPATを右に大きく外す失敗をしたが、残り7秒に37ヤードの逆転FGを成功し、チームはプレーオフ出場を果たした。
1993年の感謝祭の日に行われたダラス・カウボーイズ戦では、13-14と1点リードされた場面の残り15秒に、41ヤードのFGを狙ったが、ブロックされた。何もなければこのまま試合が終了するところだったが、カウボーイズのレオン・レットが、このボールをリカバーしようと走り、ボールを確保出来ずに弾いてしまった。レットが触ってしまったことで、フリーとなったこのボールをドルフィンズが1ヤード地点でリカバー、残り3秒にストヤノヴィッチが再度FGを蹴って成功、16-14で逆転勝利した。
1994年10月16日のロサンゼルス・レイダース戦では、オーバータイムに決勝FGを成功させた。
ドルフィンズでは歴代3位の774得点をあげた。

### カンザスシティ・チーフス
1996年から2000年のシーズン途中まで、5シーズンカンザスシティ・チーフスでプレーし、チーフス在籍中は、22本連続でFG成功させるなど、80.9%のFGを成功させた。
1997年11月16日の地区首位を争うデンバー・ブロンコス戦で54ヤードの決勝FGを成功した。
1999年の最終週、オークランド・レイダース戦でオーバータイムにFGを失敗チームは敗れた。2000年10月にチーフスを解雇され、チームは彼の代わりに、トッド・ペダーソンと契約を結んだ。

### チーフス退団後
チーフスを解雇された翌週、ジェフ・ウィルキンスが負傷して数週間欠場するセントルイス・ラムズと契約を結んだ。
現役引退後の2005年にインディアナ大学の殿堂入りを果たした。